# Akinosuke Oka
Akinosuke Oka (岡 明之助 Oka Akinosuke, 5. juli 1890 – 2. februar 1943) var en oberst i den  kejserlige japanske hær og leder af japanske tropper under det strategisk vigtige felttog på Guadalcanal i  Stillehavskrigen under 2. Verdenskrig. Han blev posthumt forfremmet til generalmajor.

## Biografi
Oka stammede fra Wakayama Prefekturet og tog officerseksamen i den 24. klasse fra det kejserlige japanske krigsakademi. Som løjtnant gjorde han tjeneste i det 7. infanteriregiment og senere i det 77. infanteriregiment. I 1924 fik han specialtræning i pansret krigsførelse men forblev i infanteriet i hele sin karriere. Han blev forfremmet til major i 1930, oberstløjtnant i 1935 og oberst i marts 1939.
I juni 1939 blev Oka kommandant for 4. sektor af 8. grænsepatruljestyrke i Guandong armeen, som bevogtede grænsen mellem Manchukuo og Sovjetunionen. I juni 1940 fik han overdraget kommandoen over det 14. regiment, som deltog i operationer i den Anden kinesisk-japanske krig. Han blev herefter udpeget af general Kiyotake Kawaguchi til den planlagte invasion af Port Moresby på Ny Guinea og overført til den sydvestlige stillehavsfront i 1942. Han gik i land på Guadalcanal sammen med styrker under  oberst Kiyonao Ichiki.
Oka havde kommandoen over en gruppe soldater fra 35. infanteribrigade under et mislykket angreb under Slaget ved Edson's Ridge i september, 1942. Han forsvarede senere med held området ved Matanikau floden i september 1942 under  Kampene ved Matanikau. Under Slaget om Henderson Field anførte han 1.200 tropper fra 124. infanteriregiment over Matanikau-floden og angreb  amerikanske marinestillinger tidligt om morgenen den 6. oktober, men hans angreb blev slået tilbage med svære tab, hvilket bidrog til det samlede japanske nederlag i dette slag.
I Slaget ved Mount Austen, Galloping Horse og Sea Horse i januar 1943 forsøgte Oka og 1. og 3. bataljon af 124. infanteriregiment uden held at forsvare en terrænformation, som blev kaldt Sea Horse imod amerikanske angreb. Efter at have mistet kontrollen over dette og det omkringliggende område undslap Oka og de overlevende blandt hans tropper til de japanske linjer.  Japanske kilder antyder, at han blev dræbt kort tid senere, men andre kilder peger i retning af at han kan være blevet evakueret sammen med resten af de japanske styrker under Operation Ke og overlevede felttoget.

### Bøger
- Frank, Richard (1990). Guadalcanal: The Definitive Account of the Landmark Battle. New York: Random House. ISBN 0-394-58875-4.
- Griffith, Samuel B. (1963). The Battle for Guadalcanal. Champaign, Illinois, USA: University of Illinois Press. ISBN 0-252-06891-2.
- Smith, Michael T. (2000). Bloody Ridge: The Battle That Saved Guadalcanal. New York: Pocket. ISBN 0-7434-6321-8.
- Rottman, Gordon L.; Dr. Duncan Anderson (consultant editor) (2005). Japanese Army in World War II:  The South Pacific and New Guinea, 1942-43. Oxford and New York: Osprey. ISBN 1-84176-870-7. {{cite book}}: |author2= har et generisk navn (hjælp)

### Eksterne kilder
- Hough, Frank O.; Ludwig, Verle E.; Shaw, Henry I., Jr. "Pearl Harbor to Guadalcanal". History of U.S. Marine Corps Operations in World War II. Arkiveret fra originalen 27. juni 2006. Hentet 2006-05-16.{{cite web}}:  CS1-vedligeholdelse: Flere navne: authors list (link)
- Shaw, Henry I. (1992). "First Offensive:  The Marine Campaign For Guadalcanal". Marines in World War II Commemorative Series. Arkiveret fra originalen 14. juni 2006. Hentet 2006-07-25.
- Zimmerman, John L. (1949). "The Guadalcanal Campaign". Marines in World War II Historical Monograph. Arkiveret fra originalen 19. juni 2006. Hentet 2006-07-04.